# Juramaia
Juramaia – wymarły rodzaj ssaków łożyskowych żyjących w środkowej jurze (od keloweju do batonu), którego szczątki odkryto w Liaoning w północno-wschodnich Chinach.
Juramaia znana jest z holotypu BeMNH PM1343 o prawie kompletnym szkielecie z niekompletną czaszką o kompletnym uzębieniu. Szkielet odkryto w Daxigou w prowincji Liaoning, w formacji Tiaojishan. Znalezisko datowane jest na 160 mln lat. Odkryte znalezisko zostało nazwane przez Zhe-Xi Luo, Chong-Xi Yuana, Qing-Jin Menga i Qiang Ji w 2011 roku, a gatunkiem typowym jest Juramaia sinensis.
Juramaia jest starsza o 35 mln lat od innych znanych łożyskowców, tym samym wymusza rewizję modelu ewolucji tej grupy zwierząt. Ponadto odkrycie uzupełnia luki w zapisie kopalnym i może być pomocne w kalibracji genowych metod datowania ewolucji.